# Sofie Goossens
Sofie Goossens (24 december 1985) is een Belgisch voormalig korfbalster. 

## Levensloop
Haar vader (Ivo Goossens) en zus Sara waren ook actief in het korfbal, evenals haar partner Johannis Schot.
Goossens begon met korfbal bij ATBS op 5-jarige leeftijd. Hier speelde ze 1 jaar. Hierna sloot ze zich aan bij een andere club, namelijk Boeckenberg.
Goossens doorliep de jeugdteams bij Boeckenberg en debuteerde in seizoen 2003-2004, op 18-jarige leeftijd, in het 1e team van de club. In haar eerste seizoen kreeg zij van coach Fred Frensch een basisplaats.
Haar eerste succes kwam in seizoen 2006-2007, toen Boeckenberg in de zaalfinale terecht kwam. Boeckenberg won de finale en won zo de eerste zaaltitel sinds 1976. Een dominante periode van de club was ingezet. Boeckenberg zou 3 jaar op rij de zaaltitel winnen, van 2007 t/m 2009. In 2010 stond de ploeg ook in de zaalfinale, maar verloor het met 20-16 van Scaldis. De 3 opvolgende jaren won Boeckenberg weer de zaaltitel. In dezelfde periode won Boeckenberg ook 3 maal de veldtitel en 6 maal de Beker van België. Ook werd zij 1 maal verkozen tot Beste Korfbalster van het Jaar.
Goossens maakte seizoen 2011-2012 niet volledig mee, aangezien ze een armblessure had opgelopen. Ze stopte in 2014 met haar spelersloopbaan, na het winnen van haar 3e veldtitel en 6e Beker van België.

## Erelijst
- Topleague Belgisch kampioen zaalkorfbal, 6x (2007, 2008, 2009, 2011, 2012, 2013)
- Eerste Klasse Belgisch kampioen veldkorfbal, 3x (2011, 2013, 2014)
- Beker van België kampioen veldkorfbal, 6x (2008, 2009, 2010, 2011, 2013, 2014)
- Beste Korfbalster van het Jaar, 1x (2011)

## Rode Duivel
In 2006 werd Goossens toegevoegd aan de selectie van het Belgisch korfbalteam. Zo speelde zij op de volgende internationale toernooien:
- EK 2006
- WK 2007
- EK 2010
- WK 2011